# Lund, Ramsta socken
Lund är en bebyggelse strax nordväst om riksväg 55 i Ramsta socken i Uppsala kommun. Från 2015 avgränsar SCB här en småort.